# Cry for a Shadow/Why
Cry for a Shadow/Why è un singolo discografico dei Beatles e di Tony Sheridan, pubblicato nel 1964.

## Tracce
1. The Beatles – Cry for a Shadow – 2:20 (John Lennon e George Harrison)
2. The Beatles con Tony Sheridan – Why (Can't You Love Me Again) – 2:54 (Tony Sheridan e Bill Crompton)

## Formazione
- Tony Sheridan - voce in "Why"
- John Lennon - voce, chitarra
- Paul McCartney - voce, basso
- George Harrison - chitarra elettrica
- Pete Best - batteria